# 스콧 기지
스콧 기지(영어: Scott Base)는 뉴질랜드가 남극에서 영유권을 주장하는 로스 속령에 위치한 에러버스산 근처 로스섬에 위치한 프램곶에 지어진 남극 기지이다. 기지의 이름은 로스해의 탐험을 주도한 인물 중 한 명인 영국 해군 로버트 팰컨 스콧의 이름을 따서 지었다. 스콧 기지는 지구과학을 비롯한 각종 연구를 지원하기 위해 설립되었으며, 현재 앤타티카 뉴질랜드가 운영하고 있다. 스콧 기지 인근에는 미국이 건립한 맥머도 기지가 있다.